# Hermetier
Hermetier är en liten ö i Guernsey. Den ligger väster om ön Herm.